# Cody Horn
Pour les articles homonymes, voir Horn.
Cody Harrell Horn née le 12 juin 1988 est une actrice américaine et mannequin.

## Biographie
Cody Horn est née à Los Angeles de Cindy (née Harrell), une ancienne actrice et mannequin, et Alan F. Horn, un cadre de l'industrie du spectacle. Elle a été scolarisée à la Harvard-Westlake School et en est sortie diplômée en 2006. Elle est apparue dans Rescue Me et comme guest-star dans trois épisodes de The Office. Elle a également tenu le rôle de Lynetta Loski dans le film Flipped en 2010 et celui de Michelle dans le film d'horreur Demonic.
Horn a tenu l'affiche dans Magic Mike (2012).

## Filmographie

### Cinéma

#### Longs métrages
- 2010 : Twelve de Joel Schumacher : Alissa
- 2010 : Un cœur à l'envers (Flipped) de Rob Reiner : Lynetta
- 2011 : Violet & Daisy de Geoffrey S. Fletcher : Barbie Sunday
- 2011 : Occupant (film) (en) de Henry S. Miller : Sharleen Hunt
- 2012 : Magic Mike de Steven Soderbergh : Brooke
- 2012 : End of Watch de David Ayer : Davis
- 2014 : Worst Friends (en) de Ralph Arend : Lily
- 2015 : Demonic de Will Canon : Michelle
- 2015 : Burning Bodhi (en) de Matthew McDuffie : Ember
- 2017 : A Change of Heart de Kenny Ortega : Teddy
- 2018 : Ask for Jane (en) de Rachel Carey : Janice

#### Court métrage
- 2010 : Dead Hands de Sarah Daggar-Nickson : Sophie

### Télévision

#### Téléfilm
- 2015 : Broad Squad : Lisa

#### Séries télévisées
- 2011 : The Office : Jordan Garfield (3 épisodes)
- 2011 : Rescue Me : Les Héros du 11 septembre : Emily (5 épisodes)
- 2011 : FBI : Duo très spécial : Brooke (saison 2, épisode 15)